# Chryseida superciliosa
Chryseida superciliosa är en stekelart som beskrevs av Maximilian Spinola 1840. Chryseida superciliosa ingår i släktet Chryseida och familjen kragglanssteklar.
Artens utbredningsområde är:
- Costa Rica.
- Franska Guyana.
- Guyana.

Inga underarter finns listade i Catalogue of Life.